# Bob Delaney (árbitro)
Bob Delaney (nacido el 1 de noviembre de 1951 en Paterson, Nueva Jersey, Estados Unidos) es un antiguo miembro de la policía y actual árbitro de baloncesto profesional en la National Basketball Association (NBA) desde la temporada 1987-88. Hasta la temporada 2006-07, Delaney había arbitrado en 1.182 partidos de temporada regular, 120 partidos de playoff, y site partidos de las Finales. Además, Delaney fue designando para arbitrar el All-Star Game de 1998. Viste el dorsal número 26.

## Policía del Estado de Nueva Jersey
Delaney se graduó en 1973 por la Universidad de la ciudad de Nueva Jersey con un Título de Grado en criminología. Después de terminar la universidad, Delaney pasó a formar parte de la policía del estado de Nueva Jersey. Durante la mitad de los años setenta, Delaney tabrajó como policía encubierto en una operación conocida como "Proyecto Alpha". Project Alpha fue una investigación en Nueva Jersey contra el crimen organizado.

## Árbitro profesional
Mientras servía como policía, Delaney comenzó a trabajar como árbitro de baloncesto en los institutos desde 1972 a 1982 y más tarde arbitraría para la Continental Basketball Association (CBA) durante cuatro años antes de ser seleccionado para trabajar como colegiado en la NBA, en 1987.